# Père (film, 1966)
Pour les articles homonymes, voir Père.
Pour plus de détails, voir Fiche technique et Distribution.
Père (titre original : Apa) est un film hongrois, réalisé en 1966 par István Szabó. Le film a obtenu le Grand Prix au Festival international du film de Moscou en 1967.

## Synopsis
Le jeune Takó, élevé dans le souvenir de son père, mort durant le siège de Budapest en 1945, auréole celui-ci d'une glorieuse image de héros dont il vante, à qui veut l'entendre, les exploits. Mais, il y a un décalage entre la vision idéalisée d'un père et la réalité... Adulte, Takó commence à s'interroger et la rencontre avec Anni, étudiante juive dont le père est mort en déportation, contribue à son éveil.

## Fiche technique
- Titre original : Apa
- Titre français : Père
- Réalisation et scénario : István Szabó
- Photographie : Sándor Sára, noir et blanc
- Musique : János Gonda
- Montage : János Rózsa
- Décors : Béla Zeichán
- Production : Mafilm 3, Játékfilmstúdió
- Durée : 87 minutes en France
- Pays de production :  Hongrie
- Année de réalisation : 1966
- Genre : Chronique/Film dramatique

## Distribution artistique
- Daniel Erdélyi : Takó enfant
- András Bálint : Takó
- Miklós Gábor : le père
- Klári Tolnay : la mère
- Zsuzsa Rátonyi : la mère, jeune fille
- Katalin Sólyom : Anni

## Commentaire
« Sous l'anecdote, Szabó montre la création de mythes sociaux nécessaires à sa génération orpheline, en mal de père et qui a eu besoin de s'identifier aux figures emblématiques de la Résistance et des deux premières années de l'après-guerre », rappelle Anne Kieffer commentant le film.
Dans une analyse approfondie de Père, deuxième long métrage d'István Szabó, René Prédal, après avoir établi une communauté d'inspiration entre les deux premiers films du cinéaste hongrois (le premier nommé L'Âge des illusions), nous dit, en guise d'introduction, qu'effectivement « rien n'est plus proche d'une illusion qu'un mythe. » La différence étant qu'ici, contrairement aux jeunes gens du premier film, « le héros de Père a construit seul et de toutes pièces son mythe. »
René Prédal ajoute plus loin qu'avec un sujet plus simplifié, « Père retrouve la construction en mosaïque de L'Âge des illusions. (...) Ce style, ouvert à toutes les ellipses comme à toutes les digressions souhaitables, est celui de la chronique », celle, ici, « des vingt ans d'enfance et d'adolescence d'un homme. »  À partir d'une série d'éléments visuels, « le héros va élaborer un double processus d'identification et d'affabulation, ce dernier étant le plus intéressant parce que le plus riche d'imagination créatrice pour le jeune garçon, mais aussi pour le réalisateur (...). »
« Parvenu à l'âge de jeune homme, le héros est incarné par le même interprète que celui de L'Âge des illusions, András Balint, et son aventure psychologique va épouser une courbe descendante (...). » Celle d'une « remise à sa juste place de l'image stérilisante de ce père-modèle inaccessible. Confronté à l'histoire (1956), à la mort (l'exhumation du père), aux autres et à l'amour (les rapports difficiles de Takó avec Anni, la jeune Juive), le héros va en effet voir s'écrouler l'univers de son enfance au contact d'expériences » propres à susciter la « prise de conscience nette de la mort du père. »
Bientôt, « après avoir si longtemps vécu de la description des actions du père, le fils décidera donc de se jeter à l'eau, au propre et au figuré, et d'accomplir lui-même une action remarquable (...) au lieu de l'inventer et de l'attribuer à son père. La destruction du mythe n'aura donc pas été négative puisqu'elle provoque enfin un acte réel et personnel. » Toutefois, si Takó a remis son père à sa juste place...« c'est au tour de Szabó de remettre son personnage à la sienne : il accède, comme il convient, à l'âge adulte, mais ce n'est pas un exploit ; rien que de très normal dans cette prise de conscience (...) Le film s'achève sur une cérémonie du souvenir rassemblant un très grand nombre de personnes dans les cimetières de Budapest. Parmi ces morts anonymes : le père ; il n'est ni plus ni moins que les autres et a droit aux mêmes chrysanthèmes. Désormais la situation est nette : le père est honoré comme un père défunt et non comme un héros. Dégagé de son influence, le fils va pouvoir chercher sa propre place dans la vie. »
En démystifiant « une époque confuse et douloureuse, avec humour et nostalgie, Père (sous-titré : Journal d'une foi) est aussi une parabole feutrée sur le culte de la personnalité », conclut, pour sa part, Anne Kieffer.